# Silhouettes (Textures)
Silhouettes è il terzo album in studio del gruppo progressive metal olandese Textures, pubblicato nel 2008.

## Tracce
1. Old Days Born Anew – 5:37
2. The Sun's Architect – 5:16
3. Awake – 4:14
4. Laments of an Icarus – 4:12
5. One Eye for a Thousand – 6:14
6. State of Disobedience – 4:10
7. Storm Warning – 5:46
8. Messengers – 5:09
9. To Erase a Lifetime – 6:53

## Formazione
- Eric Kalsbeek - voce
- Jochem Jacobs - chitarra, cori
- Bart Hennephof - chitarra, cori
- Richard Rietdijk - sintetizzatore, tastiera
- Remko Tielemans - basso
- Stef Broks - batteria